# Merops breweri
Merops breweri е вид птица от семейство Meropidae.

## Разпространение
Видът е разпространен в Ангола, Габон, Република Конго, Демократична република Конго, Кот д'Ивоар, Нигерия, Судан, Централноафриканската република и Южен Судан.